# Palmarès dell'Asociación Atlética Argentinos Juniors
L'Asociación Atlética Argentinos Juniors, per brevità Argentinos Juniors, è un club polisportivo argentino di Buenos Aires, fondato nel 1904, noto soprattutto per la sua sezione calcistica.

## Competizioni nazionali
- Campionato argentino: 3

Metropolitano 1984, Nacional 1985, Clausura 2010
- Primera B Nacional: 5

1940, 1948, 1955, 1996-1997, 2016-2017

## Competizioni internazionali
- Coppa Libertadores: 1

1985
- Coppa Interamericana: 1

1985

## Competizioni giovanili
- Torneo Internazionale Città di Gradisca - Trofeo Nereo Rocco: 4

1990, 1993, 1995, 1996

## Altri piazzamenti
- Campionato argentino:

Secondo posto: 1926, 1960, Metropolitano 1980, Nacional 1985
Terzo posto: 2019-2020
- Copa Argentina:

Semifinalista: 2013-2014
- Copa de la Superliga:

Semifinalista: 2019
- Copa de la Liga Profesional:

Semifinalista: 2022, 2024
- Primera B Nacional:

Terzo posto: 2000-2001, 2002-2003
- Coppa Libertadores:

Semifinalista: 1986
- Coppa Sudamericana:

Semifinalista: 2008
- Supercoppa Sudamericana:

Semifinalista: 1989
- Coppa Intercontinentale:

Finalista: 1985